# 서울 이랜드 FC U-15
서울 이랜드 FC U-15는 서울 이랜드 FC의 15세 이하 유스팀이다.
서울 이랜드 FC의 U-15팀인 서울 이랜드 FC U-15는 U-18팀과 U-12팀과 같이 학교와 협약을 맺지 않고 구단이 독자적으로 운영하고 있다. 
2015년 에 서울 이랜드의 유소년 총괄 코치를 맡던 전 국가대표 출신인 최태욱 코치가 감독직을 맡게 되면서 감독과 선수들과의 강압적이고 수직적인 관계가 아닌 수평제인 관계를 만들기 위해서 노력하겠다고 밝혔다.

## 같이 보기
- 서울 이랜드 FC
- 서울 이랜드 FC U-18
- 서울 이랜드 FC U-12